# ISS-Expeditie 13
ISS Expeditie 13 was de dertiende missie naar het Internationaal ruimtestation ISS. De missie begon op 1 april 2006. Thomas Reiter voegde zich bij de bemanning op 4 juli 2006. Er werden twee ruimtewandelingen uitgevoerd door de bemanning. 
Marcos Pontes was ook aan boord van het Sojoez TMA-8 ruimteschip voor een 9 dagen durende missie en werd zo de eerste Braziliaan in de ruimte. Hij vloog terug met de bemanning van ISS Expeditie 12.

## Bemanning
| Bevelhebber       | Pavel Vinogradov, RSA 2e ruimtevlucht  | Pavel Vinogradov, RSA 2e ruimtevlucht  |                                    |                                    |
| Flight Engineer 1 | Jeffrey Williams, NASA 2e ruimtevlucht | Jeffrey Williams, NASA 2e ruimtevlucht |                                    |                                    |
| Flight Engineer 2 |                                        | Thomas Reiter, ESA 2e ruimtevlucht     | Thomas Reiter, ESA 2e ruimtevlucht | Thomas Reiter, ESA 2e ruimtevlucht |